# Pierre Riel de Beurnonville
Pierre Riel de Beurnonville (ur. 10 maja 1752 w Champignol-lez-Mondeville, Burgundia; zm. 23 kwietnia 1821 w Paryżu) – francuski generał i polityk, marszałek Francji i par Francji.

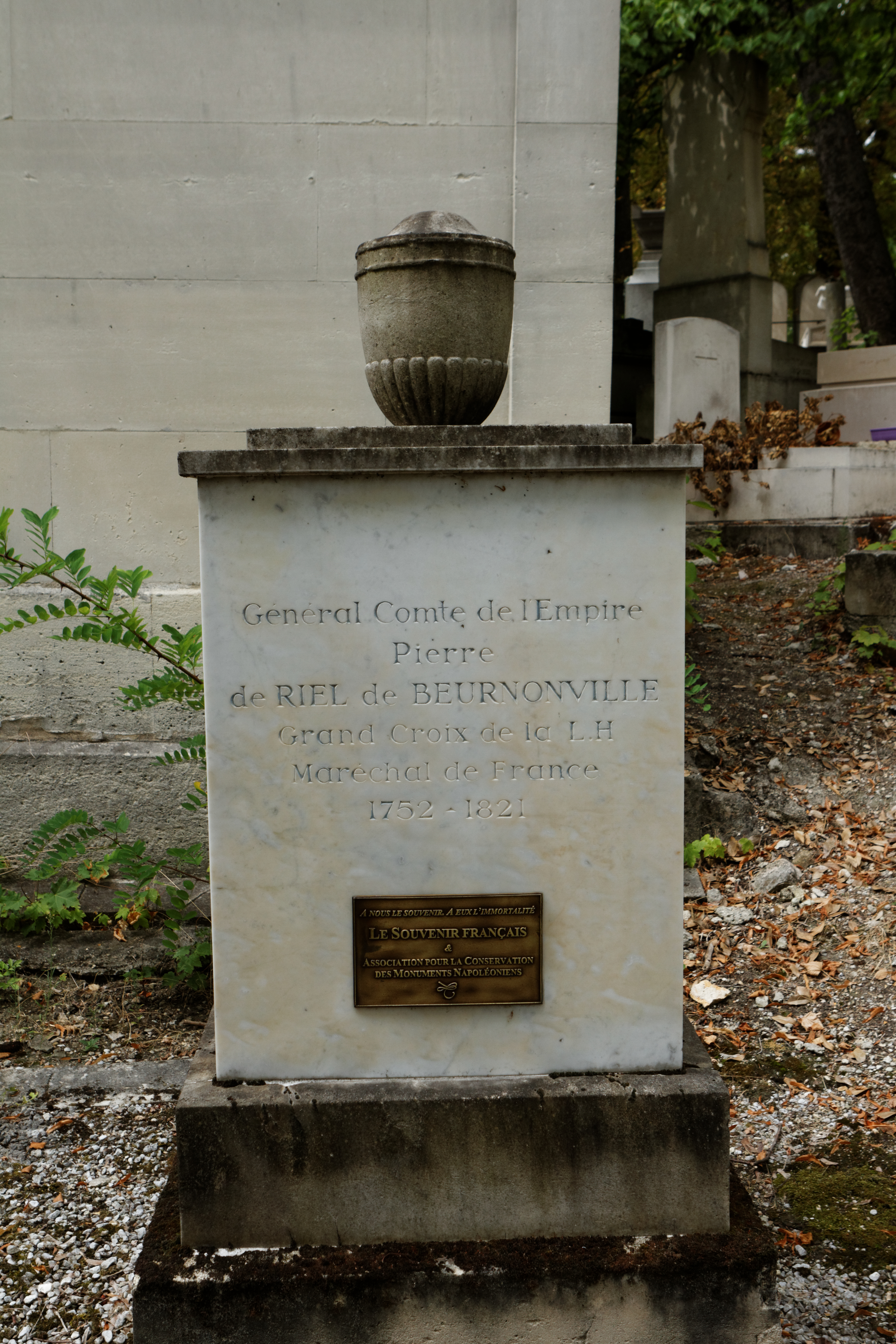
Grobowiec na Cmentarzu Père-Lachaise

Beurnonville jako major współorganizował wyprawy wojenne do Indii Wschodnich w latach 1779–1781. Od 4 lutego 1793 do 1 kwietnia 1793 piastował urząd ministra wojny Francji. W 1804 roku został mianowany Wielkim Oficerem Legii Honorowej. W 1808 został hrabią Cesarstwa, a w 1812 otrzymał rozkaz zorganizowania Gwardii Narodowej 21. dywizji wojskowej. W 1814 podczas obrony Francji służył jako komisarz wojenny do zarządzania zaopatrzeniem dla wschodniej granicy Francji. Po abdykacji Napoleona Burbonowie nagrodzili Beurnonville'a, mianując go parem Francji, a następnie odznaczając go Krzyżem Wielkim Legii Honorowej. Kiedy Napoleon powrócił do władzy w 1815 roku na Stu Dni, Beurnonville podążył za królem Ludwikiem XVIII do Gandawy i pozostał lojalny wobec króla. W 1816 został mianowany marszałkiem Francji. Zmarł w Paryżu, pochowany został na Cmentarzu Père-Lachaise w Paryżu.